# Effets du bruit sur la santé

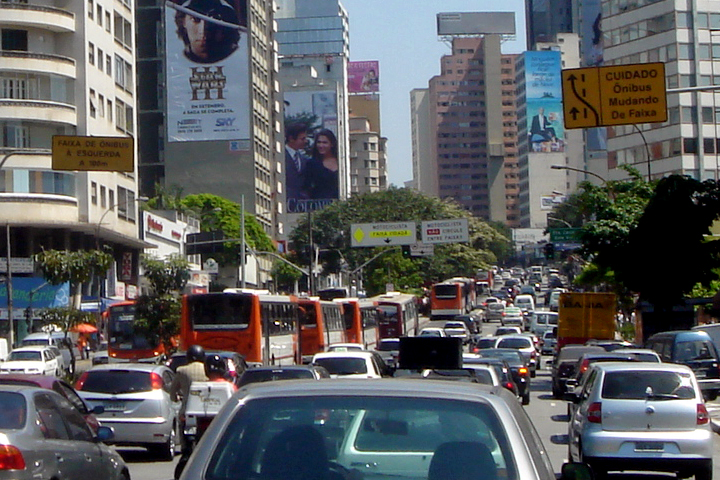
Le trafic et le bruit routier qu'il induit sont devenus la principale source de pollution par le bruit, dans les villes notamment.

Les effets du bruit sur la santé sont tous les effets que les sons (audibles ou inaudibles) peuvent avoir (à court, moyen ou long terme) sur la santé (directement ou indirectement). Ils sont la conséquence d'une exposition plus ou moins régulière, subie ou volontaire au bruit ambiant (ou généré par des écouteurs) à  des intensités sonores trop élevées. Une exposition à un niveau excessif de bruit en milieu de travail ou dans la vie courante peut causer des troubles de l'audition, mais aussi de l'hypertension, une maladie coronarienne éventuellement ischémique, rendre irritable et induire des troubles du sommeil. Des troubles du système immunitaire et des avortements ont aussi été attribués à l'exposition au bruit,. Il s'agit d'un enjeu de santé publique.
Bien qu'une partie des presbyacousies soient naturellement dues à l'âge, dans de nombreux pays développés, l'incidence du bruit cumulé au cours de la vie est suffisante pour dégrader l'ouïe d'une fraction importante de la population,.
Outre ces effets, une élévation des niveaux ambiant de bruit est source de stress, et d'une augmentation du risque d'accidents du travail et de la circulation, tout en stimulant l'agressivité et d'autres comportements anti-sociaux. Les causes les plus importantes sont le bruit routier et le bruit des avions, l'exposition prolongée à de la musique forte et le bruit industriel. À titre d'exemple, en Norvège, le trafic routier est la cause de près de 80 % des nuisances sonores signalées.
Le bruit a une composante sociale et psychologique à prendre en compte dans sa définition. Ainsi le bruit de pétards utilisés lors d'une fête peut déranger des animaux domestiques ou sauvages, mais aussi des personnes traumatisées (ayant par exemple vécu une guerre, des attentats, victimes de coups de feu…). La présence de personnes ou de groupes bruyants ou certains comportements source de bruit (la nuit notamment) peuvent susciter des plaintes. L'âge a également de l'importance (ex : un nourrisson qui n'est pas profondément endormi sursaute au moindre bruit).
Le coût social et sanitaire du bruit routier dans l'UE 22 a été estimé à plus de 40 milliards d'euros par an. Les voitures et camions sont responsables de la majeure partie de ces coûts sans que le principe pollueur-payeur soit invoqué. Presque tous les Européens sont régulièrement ou constamment exposés au bruit de la circulation et un Européen sur cinq est régulièrement exposé la nuit à des niveaux sonores qui pourraient considérablement nuire à sa santé.
Le bruit est aussi une menace importante et croissante pour la santé et survie de très nombreuses autres espèces (marines et terrestres) et donc indirectement pour les écosystèmes dont font partie ces espèces,

## Le bruit, l'une des causes de perte d'audition

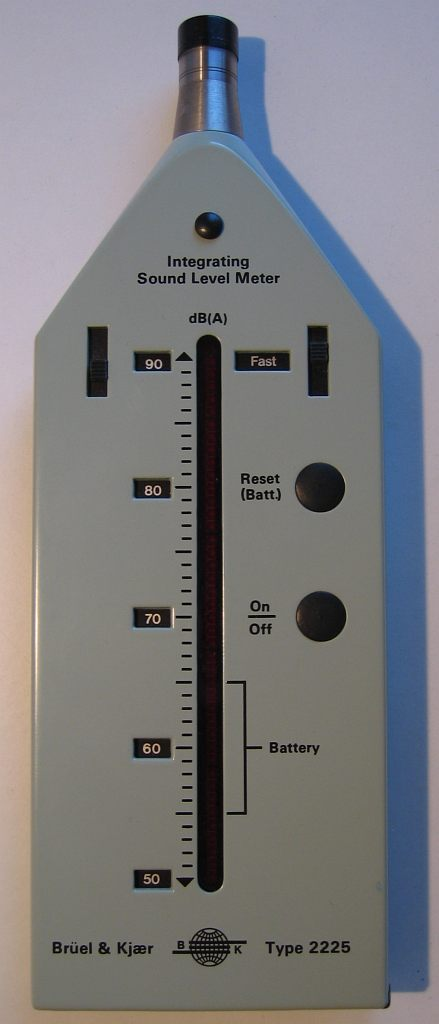
Un sonomètre, l'outil de base dans la mesure de son.

Une perte auditive peut avoir de multiples causes, dont le vieillissement, une infection, la chirurgie, l'utilisation prolongée de certains médicaments, certains traumatismes physiques, une stéréocilie de la cochlée (élément essentiel de l'oreille interne). Chez l'homme et divers mammifères, le pavillon de l'oreille, combiné avec l'oreille moyenne, amplifie les niveaux de pression sonore d'un facteur de vingt, de sorte que la pression sonore ainsi accentuée puisse activer la cochlée et produire un stimulus analysable par le cerveau. La pathologie la plus fréquente de la cochlée implique des espèces réactives de l'oxygène, qui induisent la nécrose et l'apoptose des stéréocils.
L'exposition à des niveaux élevés de bruit a des effets différents au sein d'une population donnée, et l'implication des espèces réactives de l'oxygène suggère des pistes possibles pour traiter ou à prévenir certains dommages à l'ouïe, quand ils sont liés à des structures cellulaires.
L'oreille externe (partie visible de l'oreille humaine), combinée avec l'oreille moyenne, amplifie le son par un facteur de 20 lorsqu’il atteint l'oreille interne. Des niveaux sonores anormalement élevés causent un traumatisme cochléaire dans la structure de l'oreille interne, avec dans ce cas une perte auditive irréversible. Un bruit violent dans une certaine gamme de fréquence peut endommager les cils de la cochlée répondant à cette plage de fréquence, réduisant ainsi la capacité d'entendre ces fréquences dans l'avenir, mais dans un environnement normal aucun son n'affecte à lui seul toute la gamme de fréquence de l'audition humaine.
Ces effets néfastes incluent l'exposition « volontaire » à des niveaux sonores élevés, notamment à de la musique ; les jeunes sont ainsi très exposés : en 1992, une étude a montré que 22 % des élèves en terminale souffraient de troubles auditifs ; ce nombre a doublé en dix ans. L'exposition régulière à de la musique forte est devenue plus fréquente chez les jeunes depuis l'apparition des baladeurs et des écouteurs, avec en outre une tendance à l’augmentation de puissance des haut-parleurs de nombreux concerts. Ceci a conduit à une dégradation très significative de la qualité moyenne de l'audition chez les jeunes : aux États-Unis, le taux de jeunes présentant des troubles de l'audition est 2,5 fois plus élevé que celui de leurs parents et grands-parents. On estime à 50 millions le nombre d'individus qui seront déficients auditifs pour cette raison en 2050.

### Bruit et perte auditive liée à l'âge (presbyacousie)
Une certaine perte de capacité auditive due à l'âge est quasi inévitable. Mais les personnes âgées qui ont été autrefois exposées au bruit dans leur milieu de travail ont une ouïe dont la sensibilité a été considérablement réduite par rapport à celle de leurs pairs non exposés.  
Ces différences dans la sensibilité de l'ouïe diminuent cependant avec le temps, et les deux groupes ne se distinguent plus à l'âge de 79 ans. Au fil du temps, la détection d'un signal sonore de fréquence aiguë devient de plus en plus difficile. Cela affecte la perception de la parole, en particulier des mots comportant des sifflantes et des fricatives. Les deux oreilles ont tendance à être touchées.

### Bruit et perte auditive en environnement de travail
La perte d'audition faisant suite à une exposition professionnelle est l'une des maladies professionnelles les plus courantes. 
Chaque année, aux États-Unis, plus de 22 millions de travailleurs sont exposés à un danger de bruit et 9 millions de personnes y sont aussi exposées à des  produits chimiques ototoxiques. En France selon l'IFEN, le bruit est la deuxième cause de pathologie professionnelle (9,4 %). Ce chiffre est probablement inférieur à la réalité car les examens auditifs sont rares, et les salariés ignorent souvent leur mal, ou le dissimulent. 
Certaines professions sont par nature plus à risque ; c'est le cas par exemple des musiciens, des mineurs, et des ouvriers de la fabrication et de la construction peuvent être exposés à un niveau de bruit plus élevé et de manière plus chronique.

## Effets cardio-vasculaires
Le bruit a été associé à d'importants troubles cardiovasculaires,. En 1999, l'Organisation mondiale de la santé (OMS) a conclu que les données disponibles suggèrent une faible corrélation entre une exposition à long terme à un niveau de bruit de plus de 67 à 70 dB(A) et le risque d'hypertension. Des études plus récentes ont suggéré que des niveaux de bruit nocturne de 50 dB(A) peuvent aussi augmenter le risque d'infarctus du myocarde par élévation chronique de la production de cortisol,,
Le niveau typique de bruit routier suffit à augmenter la pression artérielle et il semble que dans ces conditions une certaine fraction de la population est plus sensible à la vasoconstriction. Il peut en résulter une sensation de gêne causée par une élévation du taux d'adrénaline qui induit un rétrécissement des vaisseaux sanguins (vasoconstriction), ou de façon indépendante causée par le stress induit par le bruit. L'exposition à de hauts niveaux de bruit conduit aussi à une augmentation du risque et de la fréquence des maux de tête, de la fatigue, des ulcères d'estomac et des vertiges.

## Le stress
Selon une étude commandée par un fabricant anglais de laine de roche, isolante, au Royaume-Uni, un tiers (33 %) des victimes de nuisances domestiques citent les problèmes de mauvais sommeil dans les deux dernières années. Parmi elles, 9 % se disent en permanence perturbées et stressées. Plus de 1,8 million de personnes disent avoir des voisins bruyants qui leur gâchent la vie et les empêchent de jouir de leur maison. Et 17,5 millions de Britanniques (38 %) disent avoir été perturbés par les habitants des immeubles voisins dans les deux dernières années, et de manière régulière pour 7 % des Anglais
Les chiffres obtenus des autorités locales sur la base de la loi sur la liberté d'information ont confirmé l'ampleur du problème en matière de santé publique au Royaume-Uni : d'avril 2008 à avril 2009 les conseils régionaux ont reçu 315 838 plaintes concernant des nuisances ou pollutions sonores de la part de résidents privées. La publication de ces chiffres a entraîné dans le pays 8 069 avis (ou poursuites pour comportements anti-sociaux en Écosse).
Le Conseil municipal de Westminster est celui qui dans le pays a reçu le plus de plaintes par habitant (9 814 griefs concernant le bruit, soit 42,32 plaintes pour 1 000 habitants. Huit des dix conseils municipaux les plus sollicités sur le bruit (en termes de plaintes  par 1 000 habitants) sont situés à Londres.

## Le bruit, source de plaintes, gênes et nuisances
Au-delà des effets sur l'audition, le bruit a des effets sur l'équilibre psychologique. La permanence de sons indésirables, même à un niveau sans danger pour l'audition, augmente le stress, qui à son tour entraine des troubles digestifs et des troubles du sommeil, augmente les risques cardio-vasculaires et fait baisser la concentration. Le bruit, ainsi défini, est une cause d'anxiété, de dépression, d'irritabilité voire d'agressivité. Selon une enquête de l'Insee publiée en octobre 2002, 54 % des Français se déclarent gênés par le bruit lorsqu'ils sont chez eux (28 % souvent, 26 % de temps en temps)
Parce que certains effets stressants dépendent du type de bruit et pas seulement d'une valeur absolue mesurée en décibels, la gêne due au bruit doit être envisagée lors des évaluations sanitaires des effets du bruit. Ainsi le bruit des aéroports ou des bruits soudains sont généralement perçus comme plus gênants que le bruit de la circulation quand son volume est régulier. La gêne due au bruit est peu affectée par la démographie[pas clair], mais la peur de la source de bruit et la sensibilité au bruit ont toutes deux une forte incidence sur la gêne induite par un bruit. Même un bas niveau sonore (par exemple 40 dB(A) émis par un réfrigérateur) peut générer des plaintes pour bruit et le seuil inférieur pour le bruit pouvant perturber le sommeil est de 45 dB(A) voire moins.
Des facteurs sociopsychologiques déterminent aussi le niveau de gêne sonore et de contrariété induite (dans ce cas ce n'est pas tant le bruit que l'émetteur qui est en cause). Par exemple, dans un bureau, des conversations téléphoniques bruyantes ou des discussions entre collègues sont jugés plus ou moins irritants selon le contenu des conversations. Diverses interprétations du niveau de gêne, et évaluations de la relation entre un niveau sonore et ses effets sanitaires pourraient être influencés par de tels facteurs,, parfois équivoques.
L'estimation du niveau de nuisance  tient souvent compte de facteurs de pondération car certaines fréquences sonores sont réputées plus gênantes et d'autres présumées inaudibles par l'homme, ce qui fait sous-estimer l'impact des fréquences situées autour de 6 000 Hz et des très basses fréquences. En Europe, un nouveau[Quand ?] critère (ITU-R 468 noise weighting) a été proposé[réf. nécessaire]. 
La propagation du son varie aussi beaucoup selon les environnements ; par exemple, les basses fréquences sont généralement propagées sur de longues distances. Par conséquent, différents filtres (dB(B) et dB(C)), peuvent être recommandés pour des situations spécifiques.
Des études ont montré que les bruits de voisinage (composés du bruit provenant des appartements, maisons et aires voisines, qui s'ajoutent au bruit de l'intérieur de son propre appartement ou maison) peuvent causer des irritations importantes, en raison notamment de la grande quantité de temps que les gens passent dans leur résidence. Cela peut entraîner un risque accru de dépression et de troubles psychologiques,, de migraines et de stress émotionnel. Le problème peut être exacerbé pour un travailleur de nuit qui doit dormir le jour.
En milieu de travail, le bruit est généralement considéré comme nuisant ou polluant quand il dépasse 55 dB(A). Certaines études montrent que  35 % à 40 % des employés de bureau jugent des niveaux de bruit de 55 à 60 dB(A) extrêmement irritants. La norme sur le bruit en Allemagne pour les personnes devant effectuer des tâches mentalement stressantes est fixé à 55 dB(A). Une source continue de bruit peut être plus gênante (le seuil de tolérance chez les employés de bureau est alors inférieur à 55 dB(A)).
Un effet négatif important du bruit est qu'il rend le discours d'autrui plus difficile à entendre et donc à comprendre. Le cerveau humain tend alors à compenser le bruit de fond  dans un processus appelé effet Lombard, dans lequel la parole devient de plus en plus forte alors que les syllabes sont prononcées plus distinctement, mais cela ne peut pas supprimer complètement les problèmes d'intelligibilité de la communication et dans un groupe important chacun tend à parler de plus en plus fort en contribuant de plus en plus au brouhaha (par exemple dans une cantine scolaire, une cour de récréation, un restaurant, une boite de nuit, etc.).

## Infrasons (basses fréquences)
Les infrasons ou « sons de basse fréquence » sont des sons dont la fréquence est inférieure à 20 Hz (ou cycles par seconde), c'est-à-dire plus graves que ce que l'oreille humaine peut généralement percevoir. L'homme peut en réalité percevoir des infrasons par d'autres organes que l'oreille, quand leur pression acoustique est suffisamment élevée. Tout en étant inaudibles, les infrasons peuvent dans certaines conditions affecter la santé (humaine ou animale) et l'environnement.

## Le bruit et le développement du fœtus et de l'enfant
Précaution : les environnements bruyants sont souvent également plus pollués et habités par des gens plus pauvres ou vulnérables. Le bruit est alors un facteur causal difficile à isoler des autres facteurs de dégradation de la santé. 
Une revue d'études publiée en 2000 sur le poids à la naissance et l'exposition au bruit notait que plusieurs études anciennes ont suggéré que des femmes exposées à plus de 65 dB et au bruit des avions risquaient d'avoir un enfant de moindre poids à la naissance ; dans une étude plus récente ayant porté sur 200 Taïwanaises, avec dosimétrie individuelle du bruit, les auteurs n'ont trouvé aucune association significative entre l'exposition au bruit et le poids à la naissance, après ajustement pour les facteurs de confusion pertinents (ex : classe sociale, gain de poids maternel lors de la grossesse, etc.).

### Bruit et développement fœtal
Lors des trois derniers mois de grossesse, l'oreille interne du fœtus humain est particulièrement sensible. Les bruits riches en basses fréquences (inférieures à 250 Hz) traversent facilement les barrières naturelles qui le protègent (parois abdominales et utérines, placenta et liquide amniotique) ; certains infrasons sont donc peut-être être dangereux pour l’ouïe des enfants à naître[réf. nécessaire].
Une brochure de l'EPA de 1978 suggérait une corrélation entre l'exposition des mères au bruit (comme autour des aéroports) et un faible poids à la naissance (tel que défini par l'Organisation mondiale de la santé : moins de 2 500 g (~5.5 lb)), un risque accru de malformations à la naissance (anomalies congénitales incluant le bec-de-lièvre, la fente palatine, et des malformations de la colonne vertébrale.
Selon Lester W. Sontag du Fels Research Institute, « il y a amplement de preuves que l'environnement joue un rôle dans le façonnement de l'embryon et du fœtus dont chez l'homme, dès la conception et pas seulement à partir de la naissance ». Le fœtus perçoit des sons et leur répond par des changements de posture, d'activité cardiaque, hormonale et motrice. Les effets de l'exposition au bruit seraient les plus élevés quand il se produit entre 15 et 60 jours après la conception, une période au cours de laquelle les grands organes internes et le système nerveux central se forment
Des effets plus tardifs sur le développement pourraient être induits par la vasoconstriction, qui peut réduire le flux sanguin chez la mère et donc l'oxygénation et la nutrition du fœtus. Un faible poids à la naissance et le bruit ont également été associés à de bas niveaux de certaines hormones chez la mère, or ces hormones semblent être de bons indicateurs de la synthèse protéine. Une étude a montré que la différence entre les niveaux d'hormones de femmes enceintes s'accentuait au fur et à mesure que la date de naissance approchait, selon que la future mère habitait une zone bruyante ou calme.

### Bruit et développement cognitif du jeune enfant
Les enfants continuent à développer leur perception de la parole, de la musique et d'autres informations et stimuli auditifs jusqu'à leur adolescence, mais il a été démontré qu'en moyenne des enfants apprenant dans les salles de classe les plus bruyantes ont plus de difficultés à comprendre la parole que ceux qui apprennent dans un environnent plus silencieux.
De jeunes enfants régulièrement exposés à des niveaux de bruit interférant avec la parole et l'audition peuvent développer des difficultés à parler, lire ou écrire et apprendre, car les fonctions cérébrales de traitement de l’information auditive sont alors compromises. Une étude menée par l'université Cornell en 1993 a par exemple conclu que les enfants exposés au bruit dans les environnements d'apprentissage rencontrent ensuite plus de problèmes de discrimination des mots, ainsi que divers retards cognitifs et de développement. L'apprentissage insuffisant de la lecture avec dysgraphie est souvent associée à un environnement et des classes caractérisés par des facteurs de stress[réf. souhaitée].

### Bruit et développement physique du jeune enfant
Des niveaux trop élevés de bruit ambiant peuvent aussi causer des dommages à la santé physique des enfants. 
Un dommage direct à l'oreille interne est possible dans les cas extrêmes. Et il a été constaté que des enfants vivant dans des résidences bruyantes ont souvent un rythme cardiaque significativement plus élevé (deux battements/min en plus en moyenne) que ceux élevés dans un environnement familial moins bruyant.

## Règlementation du bruit et santé
Les réglementations sur le bruit spécifient généralement un seuil maximum en plein air qui est de 60 à 65 dB(A) alors que les organismes de sécurité au travail recommandent de ne pas dépasser 40 heures par semaine à 85 à 90 dB(A). Pour chaque tranche de 3 dB(A) supplémentaire, la durée maximale d'exposition est ensuite réduite par un facteur de 2 (pas plus de 20 heures par semaine à 88 dB(A), par exemple). Parfois, un facteur de deux par tranche supplémentaire de 5 dB(A) est utilisé, ce qui est reconnu par la littérature scientifique comme inadéquat pour protéger contre la perte auditive et d'autres effets sur la santé. De nombreux programmes et initiatives ont cherché ou cherchent encore à réduire les risques de perte d'audition, par exemple en instaurant des réglementations locales, des zones de calme, des incitations à acheter des outils de travail et équipements plus silencieux (« Buy Quiet ») ou encore  des récompenses pour les meilleures stratégies de lutte et/ou prévention (Safe-In-Sound Award),.
Concernant le bruit intérieur dans les résidences, la réglementation est pauvre ; ainsi l'EPA aux États-Unis a évité d'imposer des restrictions en ce qui concerne les limites au niveau de bruit, préférant fournir une liste de niveaux recommandés (Model Community Noise Control Ordinance, publié en 1975). Par exemple, le niveau de bruit intérieur des résidences devrait ne pas dépasser 45 dB,.
La pollution sonore fait l'objet de certains contrôles dans le domaine public et dans l'environnement de travail, mais rarement dans les lieux d'habitation, bien que les plaintes pour bruits de voisinage soient très nombreuses. Ceci s'explique par le caractère privé de l'habitation, mais aussi par des désaccords sur les liens de causalité entre les sons domestiques et les risques pour la santé, puisque l'effet du bruit est en partie psychologique et qu’il ne laisse pas de signature tangible et spécifique sur le corps humain (une perte auditive peut être attribuée à une variété de facteurs, notamment l'âge, plutôt qu'uniquement due à une exposition excessive au bruit),. La plupart des pays disposent d'une législation permettant à l'État ou à un gouvernement local de réguler un bruit manifestement excessif quand il provoque des perturbations graves dans les lieux de résidence,.